# Динценхофер, Георг
Георг Динценхофер (нем. Georg Dientzenhofer; крещён 11 августа 1643, Бад-Файльнбах, Верхняя Бавария — 2 февраля 1689, Вальдзассен) — немецкий архитектор южногерманского и чешского барокко, старший представитель семьи мастеров-строителей Динценхоферов. Известен своими выдающимися постройками в Праге, в 1576—1618 годах столице Священной Римской империи династии Габсбургов, и в Вальдзассенe в Верхнем Пфальце.

## Биография
Георг был старшим из пяти сыновей Георга Динценхофера Первого (или Старшего, 1614—1673) и Барбары, урождённой Таннер, семьи из Верхней Баварии. Остальные четыре брата также были строителями: Кристоф (1655—1722), Вольфганг (1648—1706), Леонард (1660—1707) и Иоганн (1663—1726).
Георг, вероятно, покинул родительский дом после ученичества каменщиком и отправился в поисках работы в Прагу. 13 февраля 1677 года он впервые был идентифицирован как «Георг Пинзенховер» (Georg Pinzenhover) в Малой Стране (район Праги) как свидетель крещения в церкви Святого Фомы. Чтобы получить малостранское гражданство, он в 1679 году оформил свидетельство о рождении и высылке из Айблингского суда. Его братья Вольфганг, Кристоф, Леонхард и Иоганн (все они учились ремеслу кладки из кирпича и камня) также задокументированы в Праге в 1678 году, когда они присутствовали в том же году в качестве свидетелей на свадьбе своей сестры Анны с Вольфгангом Лейтнером, родственником мастера-строителя Авраама Лейтнера. 
В 1682 году Георг переехал со строительной компанией Авраама Лейтнера в качестве ответственного руководителя строительства в Вальдзассенe в Верхнем Пфальце, где должны были быть построены новый монастырский комплекс и монастырская базилика. Там же время от времени работали его братья Леонард и Кристоф.
Рядом с Вальдзассеном Георг Динценхофер совместно с Авраамом Лойтнером по своим планам построил знаменитую Паломническую церковь иезуитов — «Капеллу (Каплицу) Святой Троицы» (Dreifaltigkeitskirche Kappl), считающуюся его шедевром (1685—1689). Это одно из самых уникальных церковных творений в Германии, расположено в седловине между Глазбергом и Дитценбергом на высоте 599 м над уровнем моря. В здании в стиле барокко, построенном между 1685 и 1689 годами по проекту Георга Динценхофера, божественная Троица изображена посредством архитектурного символа: план церкви имеет форму трифолия (трилистника). Во внешнем виде идея Святой Троицы выражена тремя башнями и тремя башенками с луковичными куполами. Строительство монастыря завершал Иоганн Бальтазар Нейман в 1710—1719 годах.

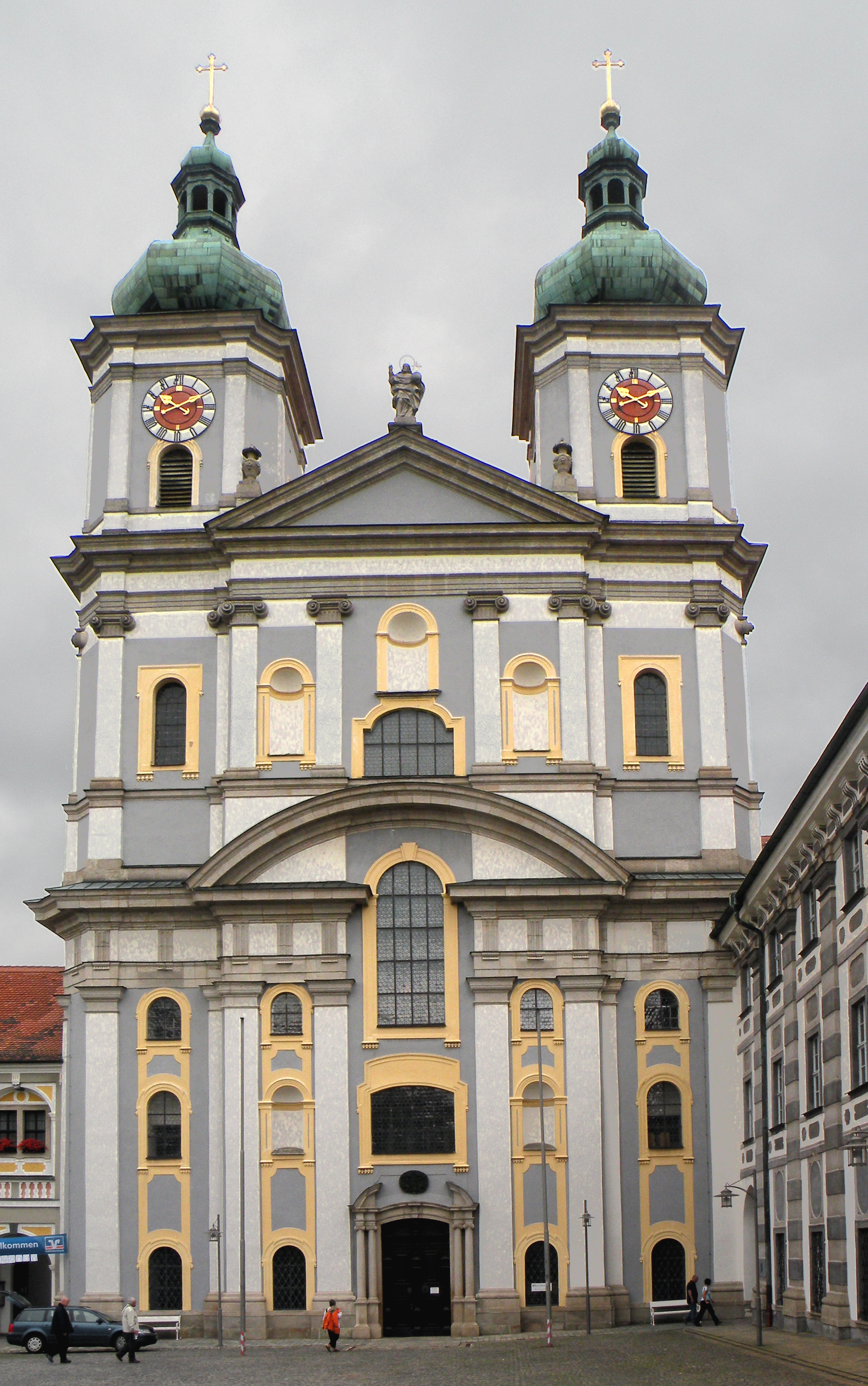
Базилика монастыря в Вальдзассене. Главный фасад. 1682—1704
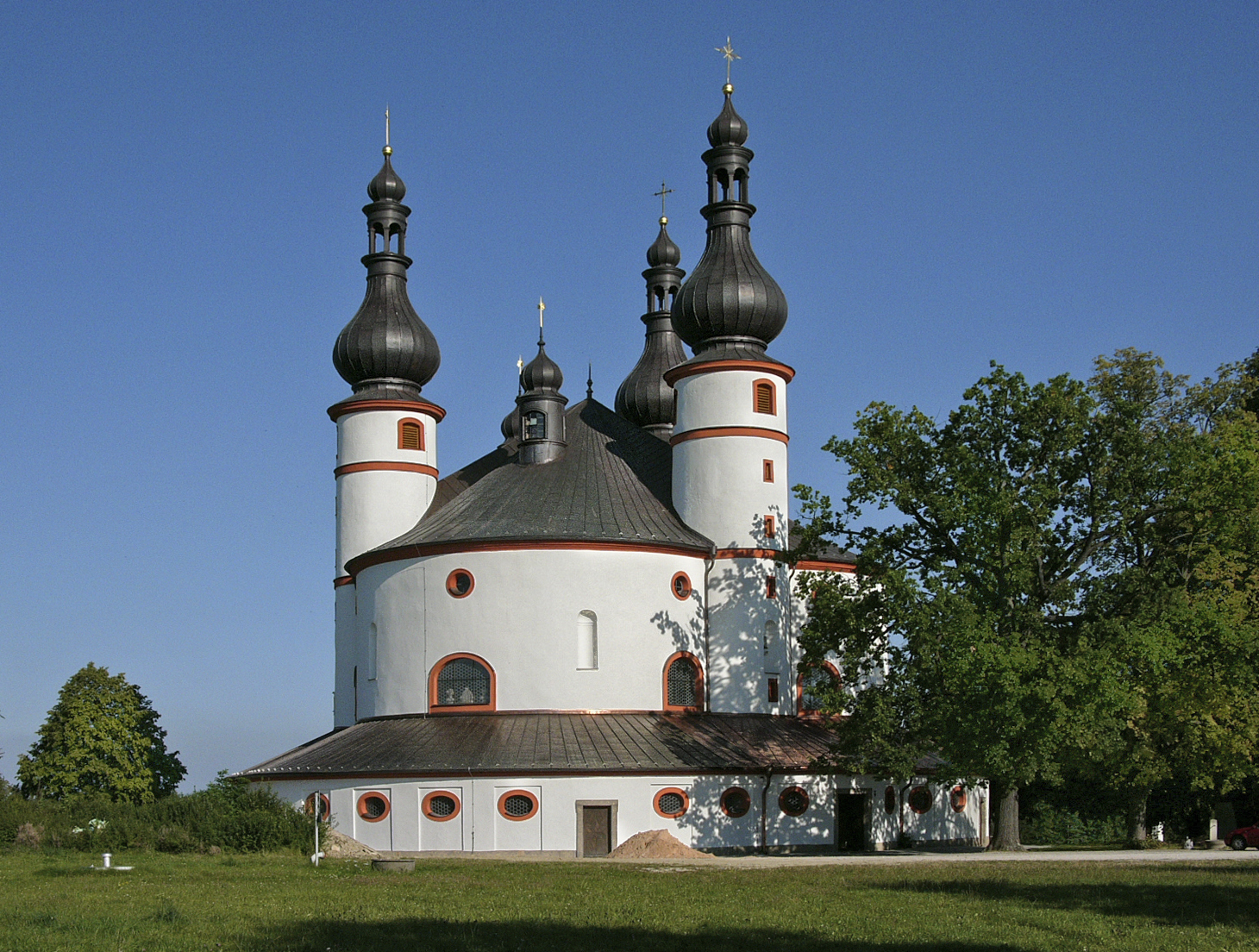
Паломническая церковь Святой Троицы (Dreifaltigkeitskirche Kappl). 1685—1689
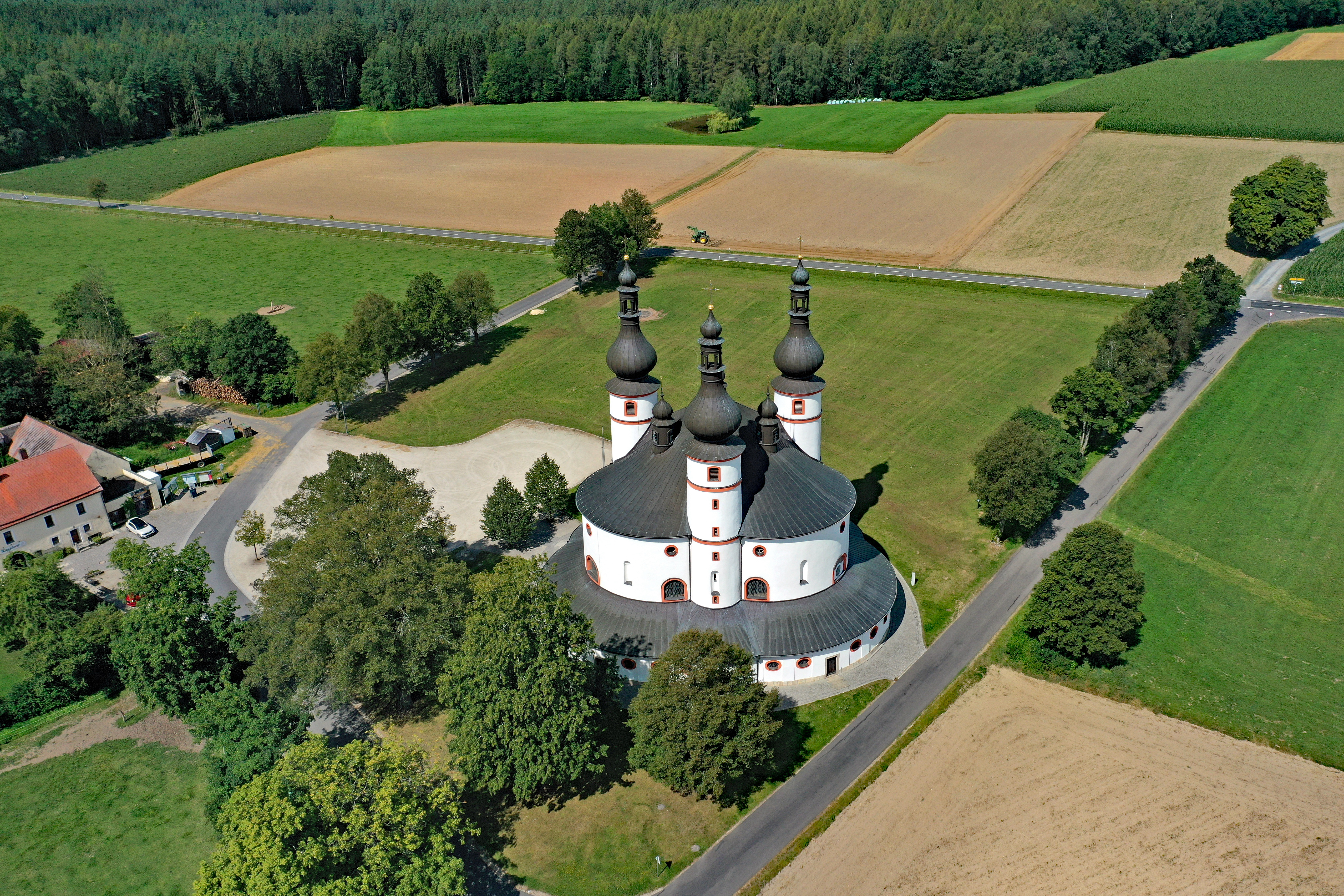
Перспективный вид
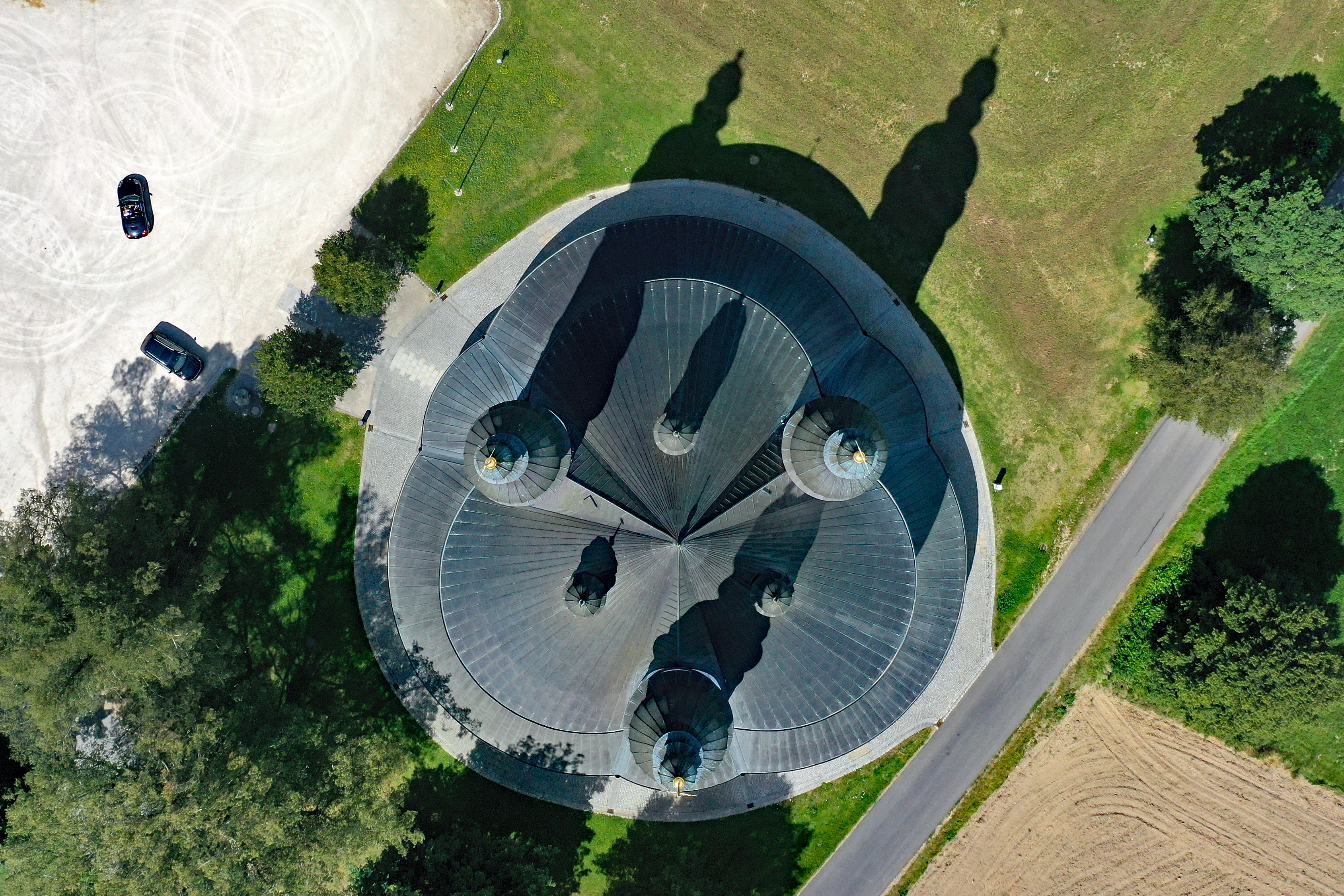
План

В Амберге (Бавария) по планам Динценхофера были построены здания иезуитского коллегиума. Паломническая церковь Имени Марии (Wallfahrtskirche Mariä Namen) была построена по плану Леонарда Динценхофера под руководством Георга Динценхофера и завершена Вольфгангом Динценхофером после его смерти.
25 августа 1682 года Георг Динценхофер женился на дочери мясника Марии Элизабет Хагер из Вальдзассена и в 1683 году получил гражданство Амберга, который тогда был столицей избирательного баварского Верхнего Пфальца. Между 1683 и 1688 годами родились три дочери и три сына.
Из-за своей ранней смерти Георг Динценхофер не смог увидеть завершения своих построек. В возрасте всего сорока шести лет он скончался в Вальдзассене в должности придворного архитектора и мастера-строителя (Hofarchitekt und Hofbaumeister).